# Rockin' Around the Christmas Tree
Rockin' Around the Christmas Tree è una celebre canzone rock-natalizia del 1958, scritta da Johnny Marks e interpretata da Brenda Lee.

## Descrizione
Il testo cita alcune tradizioni natalizie, tra cui il bacio sotto il vischio. Cita anche il ritornello della tradizionale canzone natalizia Deck the Halls (Deck the halls with boughs of holly).
La melodia è molto allegra e ritmata ed è stata utilizzata in una delle più famose scene del film cult natalizio Mamma, ho perso l'aereo (1990).

## Tracce
Side A
1. Rockin' Around the Christmas Tree – 2:02 (Johnny Marks)

Side B
1. Papa Noël – 2:25 (Roy Botkin)

## Classifiche

### Classifiche settimanali
| Classifica (1958-2024) | Posizione massima |
| ---------------------- | ----------------- |
| Australia              | 2                 |
| Austria                | 3                 |
| Canada                 | 1                 |
| Corea del Sud          | 167               |
| Croazia                | 9                 |
| Danimarca              | 16                |
| Emirati Arabi Uniti    | 3                 |
| Estonia                | 19                |
| Finlandia              | 6                 |
| Francia                | 7                 |
| Germania               | 4                 |
| Grecia                 | 2                 |
| Hong Kong              | 25                |
| Irlanda                | 3                 |
| Islanda                | 5                 |
| Italia                 | 7                 |
| Lettonia               | 2                 |
| Lituania               | 1                 |
| Lussemburgo            | 2                 |
| Nuova Zelanda          | 1                 |
| Norvegia               | 9                 |
| Paesi Bassi            | 5                 |
| Polonia                | 3                 |
| Portogallo             | 4                 |
| Regno Unito            | 4                 |
| Repubblica Ceca        | 5                 |
| Singapore              | 14                |
| Slovacchia             | 2                 |
| Spagna                 | 54                |
| Stati Uniti            | 1                 |
| Sudafrica              | 47                |
| Svezia                 | 3                 |
| Svizzera               | 3                 |
| Ungheria               | 2                 |
| Vietnam                | 85                |

### Classifiche di fine anno
| Classifica (2022) | Posizione |
| ----------------- | --------- |
| Canada            | 98        |
| Regno Unito       | 75        |
| Ungheria          | 75        |
| Classifica (2023) | Posizione |
| Canada            | 63        |
| Regno Unito       | 67        |
| Stati Uniti       | 60        |
| Svizzera          | 96        |
| Ungheria          | 39        |
| Classifica (2024) | Posizione |
| Austria           | 49        |
| Canada            | 71        |
| Regno Unito       | 80        |
| Stati Uniti       | 59        |
| Svizzera          | 92        |

## Versione di Justin Bieber
Il cantante canadese Justin Bieber il 12 novembre 2020, ha pubblicato una sua cover del brano come singolo promozionale, esclusivamente per Amazon Music.

### Classifiche
| Classifica (2020-21) | Posizione massima |
| -------------------- | ----------------- |
| Regno Unito          | 21                |
| Italia               | 36                |
| Stati Uniti          | 71                |

## Altre cover
La cover di maggiore successo è stata quella incisa nel 1987 da Kim Wilde, Mel Smith e Pete Thomas.
Hanno cantato il brano, inoltre, anche: Alvin and the Chipmunks (1963), Miley Cyrus (in Hannah Montana), Amy Grant (1992), gli Hanson, Cyndi Lauper (1998), Mary-Kate & Ashley Olsen, Jessica Simpson & Rosie O'Donnell. Esiste anche una cover in lingua svedese del 1988, intitolata Fånga en vind. Un'altra cover famosa è stata realizzata anche dal cantante Justin Bieber.
Anche il gruppo CT-Bandland l'ha inserito nel suo concerto di Natale in streaming nel 2020